# La Frédière

La Frédière este o comună în departamentul Charente-Maritime, Franța. În 1 ianuarie 2018 avea o populație de 66 de locuitori.